# Ochsenschwanz

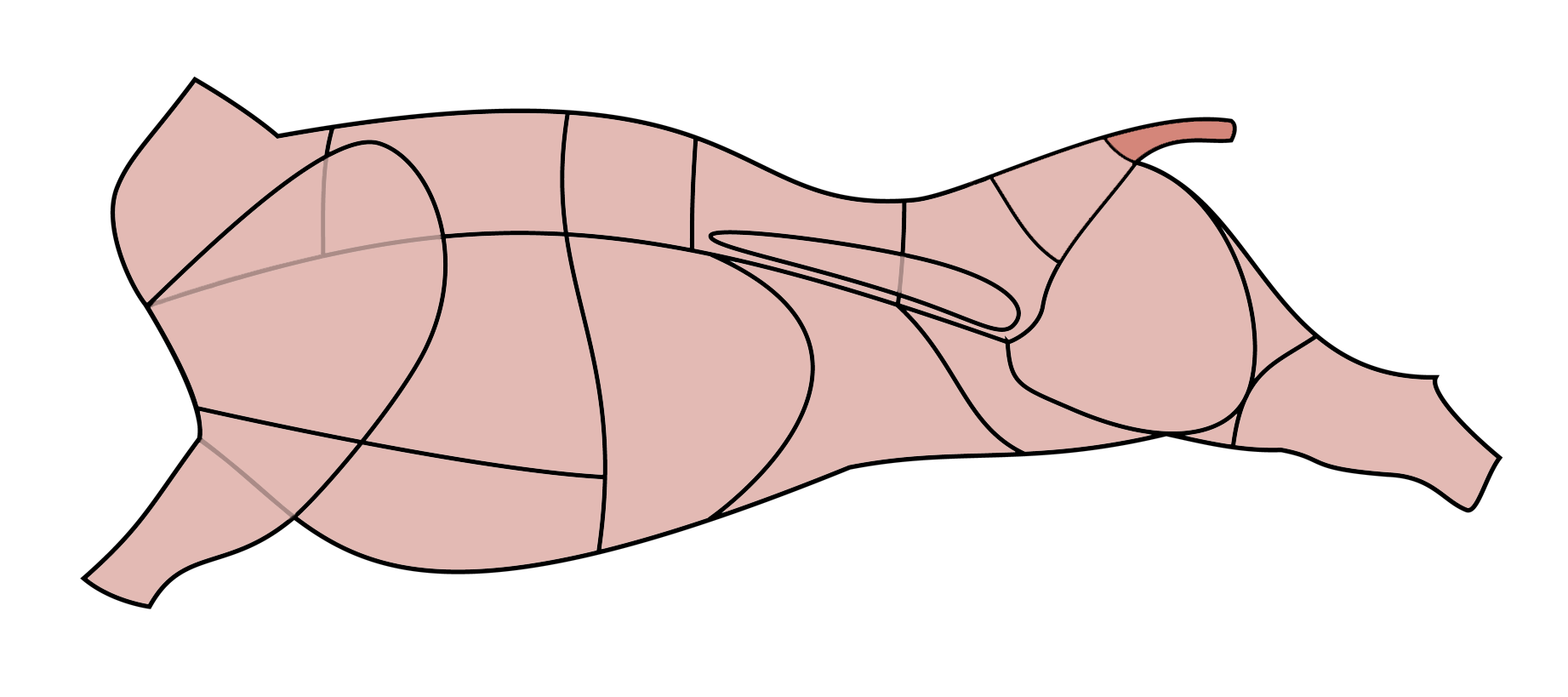
Ochsenschwanz

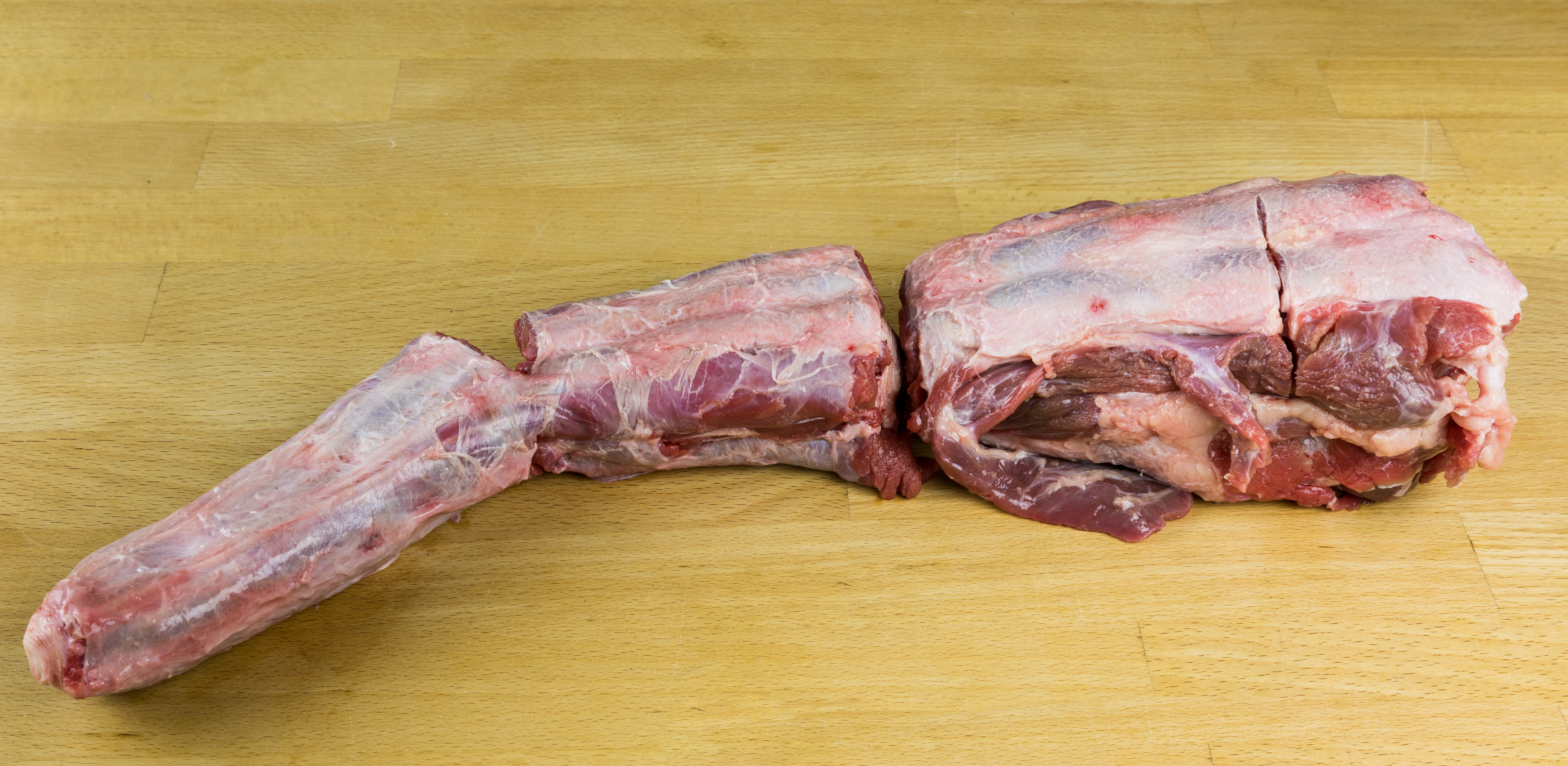
Ochsenschwanz in drei Teilen

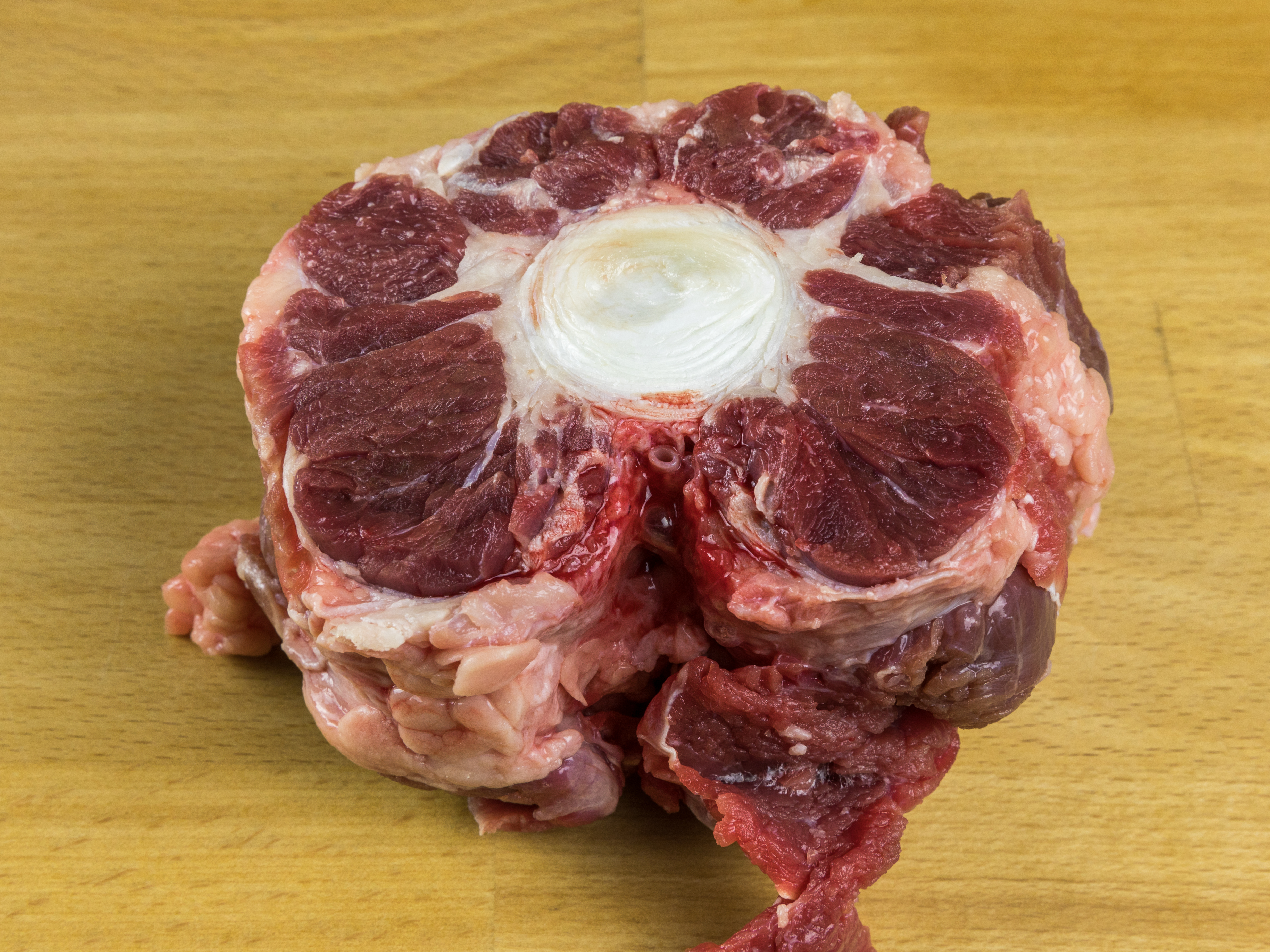
Ochsenschwanz, einzelner Wirbel mit frischem Schnitt

Der Ochsenschwanz, in Österreich Ochsenschlepp, ist ein Teilstück des Hinterviertels vom Rind, noch hinter dem Schwanzstück. Er besteht aus den Schwanzwirbeln und wenigem, sie umgebendem Fleisch (Schwanzmuskulatur) mit einem hohen Anteil von Bindegewebe, vergleichbar dem der Hesse. Ochsenschwanz wird vorwiegend zu Suppen, dunklen Saucen und Ragouts verarbeitet.

## Beschreibung
Der Ochsenschwanz ist der Schwanz des Rindes, der anatomisch hinter dem Kreuzbein ansetzt. Er besteht aus den Schwanzwirbelknochen sowie der an diese anliegenden Schwanzmuskulatur. Zur Zubereitung sind die Haut und das Fell des Schwanzes entfernt.

## Zubereitung
Für die Zubereitung wird der Ochsenschwanz zwischen den Wirbeln zerteilt. Die Stücke werden meist scharf angebraten, wodurch sich kräftige Röststoffe bilden, und für längere Zeit gekocht oder geschmort, bis sich das Bindegewebe in Gelatine umgewandelt hat und das Fleisch zart ist. Es lässt sich dann leicht von den Knochen lösen. Die Koch- oder Schmorflüssigkeit hat durch die Gelatine eine natürliche Bindung und durch Fleisch, Knochen und Röststoffe ein intensives Aroma sowie eine kräftig braune Färbung. Häufig werden die Gerichte durch die Zugabe von Rotwein, Schwarzbier, Sherry oder Madeira aufgewertet. Bekannte Suppengerichte sind die europäischen Ochsenschwanzsuppen und die britische Oxtail soup.

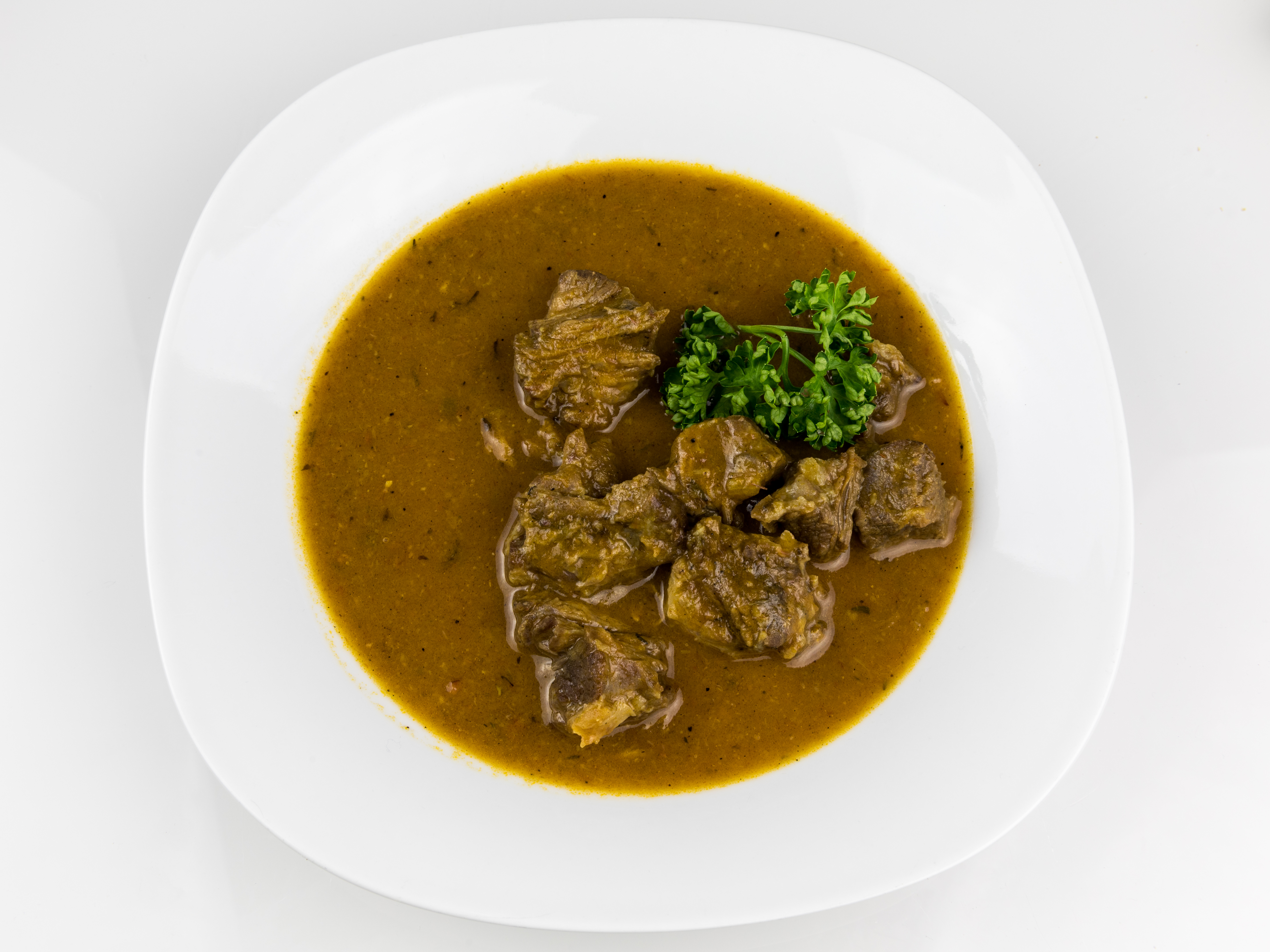
Gebundene Ochsenschwanzsuppe

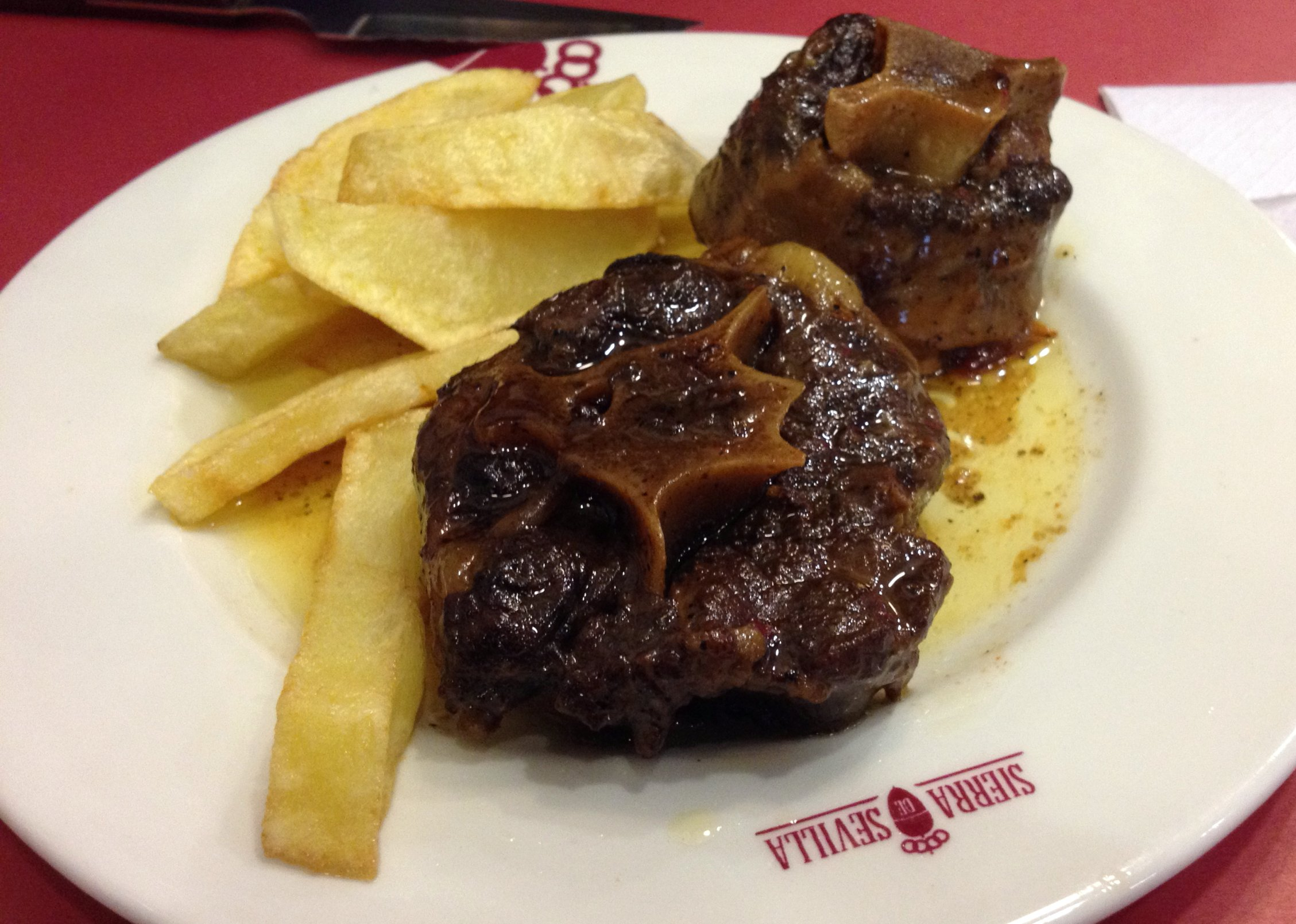
Rabo de Toro in Sevilla

Mitunter wird auch gefüllter Ochsenschwanz nach Art eines Rollbratens zubereitet, wobei die Rezepte unterschiedliche Füllungen vorsehen.
Des Weiteren werden Ochsenschwanzragouts hergestellt: in der italienischen Küche ist Coda alla vaccinara bekannt, in der andalusischen Küche wird Ochsenschwanz geschmort als Rabo de Toro, häufig von Kampfstieren.
Auch in vielen Ländern außerhalb Europas gilt der Ochsenschwanz als die Hauptzutat von landesspezifischen Spezialitäten. So ist z. B. auf den Philippinen das Kare-Kare (Ochsenschwanz-Gulasch mit Erdnusssoße und Bagoong) eine populäre Spezialität. In Brasilien ist Rabada (geschmorter Ochsenschwanz) ein beliebtes Gericht.
Das vietnamesische Nationalgericht Phở (eine klare Reisnudelsuppe) erhält durch das Aufkochen der Wirbelknochen seine kräftige und charakteristisch schmeckende Brühe.

## Belege
1. ↑  „Ochsenschwanzsuppe mit Schwarzbier.“ In: Christopher Trotter, Maggie Ramsay: Alles vom Rind. h.f. ullmann, Köln 2016, ISBN 978-3-8480-0801-8 (Originalausgabe: The whole cow. Recipes & lore for beef and veal. Pavillon Books); S. 185.
2. 1 2  „Ochsenschwanzsuppe.“ In: F. Jürgen Herrmann (Hrsg.): Herings Lexikon der Küche. Fachbuchverlag Pfanneberg, Haan-Gruiten 2012 (Lizenzausgabe Nikol, Hamburg 2016); S. 111. ISBN 978-3-86820-344-8.
3. ↑  „Ochsenschwanzsuppe.“ In: F. Jürgen Herrmann (Hrsg.): Herings Lexikon der Küche. Fachbuchverlag Pfanneberg, Haan-Gruiten 2012 (Lizenzausgabe Nikol, Hamburg 2016); S. 129. ISBN 978-3-86820-344-8.
4. ↑  „Ochsenschwanzsuppe.“ In: F. Jürgen Herrmann (Hrsg.): Herings Lexikon der Küche. Fachbuchverlag Pfanneberg, Haan-Gruiten 2012 (Lizenzausgabe Nikol, Hamburg 2016); S. 97. ISBN 978-3-86820-344-8.
5. ↑  Der Reiseführer – Essen und Trinken in Philippinen, derreisefuehrer.com, 31. März 2014.
6. ↑  Marco Polo Reiseführer: Brasilien: Spezialitäten, marcopolo.de, 31. März 2014.